# Ankh-Morpork
Ankh-Morpork je fiktivní městský stát ležící na hlavním kontinentě Zeměplochy v knihách anglického spisovatele Terryho Pratchetta. Jedná se zřejmě o nejznečištěnější, nejzkorumpovanější, ale také nejzajímavější a nejzábavnější (jak pro koho) město na celé Zeměploše. Také se říká že všechny cesty vedou do Ankh-Morporku, pravdou ovšem je, že vedou z Ankh-Morporku, ale lidé po nich občas kráčí špatným směrem.
Město je také sídlem Neviditelné univerzity s největší magickou knihovnou na Zeměploše, Královské pošty, nejznámější městské hlídky v čele se Samuelem Elániem a je také největším obchodním střediskem na Ploše.
V knize Výtvarné umění Zeměplochy Pratchett uvádí, že inspiraci k vytvoření Ankh-Morporku získal návštěvami Tallinnu a Prahy (pokud jste měli pocit, že Mosazný most je vám povědomý, měli jste pravdu – Pratchett přímo uvádí, že jde o obraz Karlova mostu, jen s přidanými hrochy), ale má i něco málo z Londýna 18. století, Seattlu 19. století a moderního New Yorku. Ankh-Morpork je také občas přezdíván „Velká ústřice“, což je zjevná parodie na přezdívku New Yorku „Velké jablko“.

## Město
Ankh-Morpork leží na řece Ankhu (která se jím díky svému znečištění spíše sune než teče) v místě, kde se úrodné Stoské pláně (nápadně podobné Západní Evropě) setkávají s Kruhovým mořem (zeměplošská verze Středozemního moře). To poskytuje vynikající příležitosti pro obchod všeho druhu. Poloha města v polovině vzdálenosti mezi chladným Středem a tropickým Krajem je ekvivalentní přibližně zemskému mírnému pásu.
Jméno Ankh-Morpork se používá jak pro samotné město, tak pro přilehlá předměstí a poddanství.
Kolem města jsou kruhové hradby mající zhruba míli v průměru – řeka pak rozděluje zástavbu na dvě hlavní části: bohatý Ankh a chudý Morpork (kde leží také známá městská čtvrť Stínov).
Přes řeku Ankh se klene Mosazný most, který střeží osm kamenných hrochů. Pověst vypráví, že až bude město v nebezpečí, kamenní hroši obživnou a uprchnou.
Ankh-Morpork je obecně řečeno vystavěn na černém jílu, v praxi ale spíše na sobě samém. Díky svému ne příliš pořádnému způsobu života a častým záplavám působeným řekou Ankh si obyvatelé města zvykli stavět nové a nové budovy na tom, co bývalo dříve Ankh-Morporkem, než aby pořád odstraňovali nánosy bahna a civilizace kolem svých domů. To má za následek dvě věci: mnoho lidí má pod domem sklepení, se kterým neví, co si počít a pod celým městem existuje síť jeskyní starých kanálů a ulic, která umožňují těm, kdo je znají, nepozorovaný pohyb po městě. S krumpáčem a lopatou by se člověk dokázal klidně prokopat z jednoho konce Ankh-Morporku na druhý. Pokud ale umí dýchat v bahně. Trpaslíci v některých oblastech vybudovali komplexní systém tunelů s vchodem v Melasové ulici, který se poté stal majetkem města.

## Ulice Ankh-Morporku
Jednou z nejznámějších ulic v Ankh-Morporku je ulice Mazaných řemeslníků a ulice Melasového dolu. Krásnou ukázkou ankh-morporského smyslu pro humor je Krátká ulice, jež je nejdelší ulice v Ankh-Morporku. Velmi známou ulicí je také Široká cesta, zvaná též Broad Way, či Ulička nevěstek, někdy nelichotivě označovaná názvem Kurví díra. Za zmínku stojí i ulice, jež se původně jmenovala Ku smradu, na oslavu ankh-morporského ovzduší. Po letech se však lidé začali divit, proč se tato ulice jmenuje Kus mradu, a tak bylo ono a z názvu odstraněno… 

## Cech Zlodějů
Za zmínku stojí také Ankh-Morporský cech zlodějů, který prošel enormní reformací díky Havelocku Vetinarim, současném městském patricijovi.
Tento systém je dokonale organizovaný. Je založen na patricijově přesvědčení, že zločin tu bude vždy, tak proč ho neorganizovat a samozřejmě nezdanit. Dále prohlásil, že jediným možným způsobem, jak může policie kontrolovat milionové město, je obeznámit se s jednotlivými zloději, udělit jim status profesionálů, zapojit jejich vůdce do společenského života a oficiálních aktivit, povolit určité procento kriminality a pak donutit náčelníky cechů aby tento stav udržovali pod pohrůžkou zbavení výsad a končetin. A ono to zabralo. Jak se ukázalo, zločinci vytvořili velmi výkonnou policejní sílu, takže "divocí" zločinci rychle zjišťovali, že namísto krátké noci v cele je čeká velmi dlouhý pobyt na dně Ankhu.
To vše klapalo klidně, mírumilovně a efektivně a je to jen další důkaz, že v porovnání s Vetinarim by Machiavelli nedokázal ukočírovat ani stánek s ústřicemi.

## Politika
V minulosti Ankh-Morporku vládli králové (př. Velttrik III, Paramor, Vedletroup Bezvědomí, Pneumát nebo královna Algena IV – viz Muži ve zbrani). Poslední z nich byl zabit prapředkem Samuela Elánia „před stoletími“.
V dnešní době vládnou městu patricijové. Například Sebevražda Skřipec, lord Retard Harmoun a dnes patricij lord Havelock Vetinari. Právě ten vymyslel systém vedení města – cechy. Ve městě najdete cech vrahů (považují se za neodolatelné gentlemany), zlodějů (každý rok si můžete předplatit klidný život), šašků, švadlen, žebráků, cech spojených řemesel. Tohle uspořádání samozřejmě také umožnilo městským zločincům přesně naplánovat profesní postupy, jako přijímací, rozdílové a kvalifikační zkoušky a podobně, a tak se přiblížit svou organizací ostatním městským profesím. Místní etnické menšiny (trollové a trpaslíci) se nyní postupně stávají většinami. Za dobu vlády Vetinariho se tak město rozrůstá obchodně i populačně. Během války s Klačí získal Ankh-Morpork i několik válečných lodí, například Leoprda z Ankh-Morporku, kterýžto název je chybou malíře trupu této lodi.